# Mont Moosilauke
Le mont Moosilauke est un sommet de 1 464 mètres d'altitude situé dans le sud-ouest des montagnes Blanches, dans l'État du New Hampshire, aux États-Unis. Il est traversé par le sentier des Appalaches.